# (4355) Memphis
(4355) Memphis ist ein Asteroid des Hauptgürtels, der am 17. Oktober 1960 vom Forscherteam Cornelis Johannes van Houten und Tom Gehrels im Rahmen des Palomar-Leiden-Surveys entdeckt wurde.
Der Name des Asteroiden ist von der ägyptischen Stadt Memphis abgeleitet.